# Fabbisogno finanziario
Il fabbisogno finanziario, dal punto di vista economico e finanziario, è costituito da quella necessità che prevalentemente sorge all'inizio della vita di un'impresa quando si ha che le uscite monetarie precedono le entrate monetarie. Il fabbisogno finanziario è riscontrabile all'interno dell'azienda nel momento in cui quest'ultima, avendo fatto investimenti, è ancora in attesa di conseguirne i realizzi.
Si può quindi affermare che il fabbisogno finanziario rappresenta quell'intervallo temporale che vi è tra il momento in cui l'azienda ha sostenuto i costi e quello in cui ottiene i conseguenti realizzi. Il fabbisogno finanziario può nascere anche nel caso contrario, ovvero nel momento in cui un'impresa consegue i realizzi (ricavi anticipati) affrontando in un secondo tempo i costi, i quali fanno sorgere un problema di competenza economica perché a fronte dei ricavi non ancora incassati vengono sostenute le spese.
La copertura al fabbisogno finanziario lordo va ricercata attraverso fonti interne o esterne all'azienda. Nel primo caso attraverso il flusso generato dalla gestione, ovvero come conseguenza delle operazioni di realizzo, quindi attraverso il positivo conseguimento dei ricavi che permette di affrontare i costi (endofinanziamento). Nel secondo caso ricorreremo al prestito: l'impresa potrà cercare finanziamenti da terzi (banche, istituti di credito) o attraverso il vincolo della proprietà.
Naturalmente, è utile affermare che, per il bene dell'azienda, in questa fase delicata di fabbisogno finanziario, la condizione ottimale è quella di cercare il meno possibile di attivare finanziamenti derivanti da terzi per non creare maggiori debiti.
Infine, a seconda della durata temporale della fase di fabbisogno finanziario, distinguiamo:
- fabbisogno finanziario durevole: quando questo non è comprimibile
- fabbisogno finanziario variabile: si alterna tra momenti di stasi e quelli di massima espansione.